# Nowa Buchowszczyzna (folwark)
Nowa Buchowszczyzna – dawniej folwark. Obecnie część Mołodeczna na Białorusi, w obwodzie mińskim, w rejonie mołodeckim.

## Historia
W czasach zaborów folwark w gminie Mołodeczno, w powiecie wilejskim, w guberni wileńskiej Imperium Rosyjskiego.
W latach 1921–1945 folwark leżał w Polsce, w województwie wileńskim, w powiecie wilejskim, od 1927 roku w powiecie mołodeczańskim, w gminie Mołodeczno. W 1929 roku wieś leżała w gminie miejskiej Mołodeczno.
Według Powszechnego Spisu Ludności z 1921 roku zamieszkiwała tu 1 osoba wyznania rzymskokatolickiego i polskiej przynależności narodowej. Był tu 1 budynek mieszkalny.
Wierni należeli do parafii prawosławnej w Mołodecznie. Miejscowość podlegała pod Sąd Grodzki w Mołodecznie i Okręgowy w Wilnie; właściwy urząd pocztowy mieścił się w Mołodecznie.
W wyniku napaści ZSRR na Polskę we wrześniu 1939 miejscowość znalazła się pod okupacją sowiecką. 2 listopada została włączona do Białoruskiej SRR. Od czerwca 1941 roku pod okupacją niemiecką. W 1944 miejscowość została ponownie zajęta przez wojska sowieckie i włączona do Białoruskiej SRR.
Od 1991 w składzie niepodległej Białorusi.